# Pakembangan
Pakembangan is een bestuurslaag in het regentschap Kuningan van de provincie West-Java, Indonesië. Pakembangan telt 2326 inwoners (volkstelling 2010).